# Christos Sartzetakis
Christos Antoniou Sartzetakis (Χρήστος Αντωνίου Σαρτζετάκης) (Salónica, 6 de abril de 1929-Atenas, 3 de febrero de 2022) fue un jurista. Fue presidente de Grecia entre el 30 de marzo de 1985 y el 5 de mayo de 1990.

## Biografía
Recibió su título de abogado en la Universidad Aristóteles de Salónica en 1954, ejerció la abogacía en Salónica hasta que en noviembre de 1955 fue nombrado juez de paz. Un año más tarde fue nombrado juez de Corte de primera instancia.
Actuó como fiscal en el caso del asesinato del parlamentario de izquierda Grigoris Lambrakis, (conocido como el "doctor de los pobres") que había sido cometido el 22 de mayo de 1963, en Salónica por miembros de extrema derecha. A pesar del intento de sabotaje de sus superiores Sartzetakis prosiguió la investigación y tuvo éxito en la resolución del complejo caso, concluyendo que miembros de la policía tenían relación con el asesinato.
Luego del caso Lambrakis, realizó, con apoyo estatal, un posgrado sobre derecho comparado en la Facultad de Derecho y Ciencias Económicas de París. 
Inmediatamente después del golpe de Estado dado por Georgios Papadopoulos el 21 de abril de 1967 fue llamado a regresar a Atenas por la junta militar. 
El 29 de mayo de 1968 al igual que otros 29 magistrados fue depuesto de sus funciones legales por un "Acto Constitucional" del régimen de facto. 
Fue arrestado dos veces y puesto en prisión durante más de un año, siendo salvajemente torturado por la policía militar.
Fue liberado el 19 de noviembre de 1971 debido a la gran presión internacional (especialmente de Francia), sin llegar a ser procesado por un tribunal. 
En 1974, fue rehabilitado después del derrumbe de la dictadura y de la restauración democrática en Grecia. 
En los años siguientes fue presidente de la Corte de Apelaciones y finalmente de la Suprema Corte de Justicia en 1982. Publicó estudios sobre derecho y política, siendo reconocido con honores en varios países.
El 9 de marzo de 1985 como integrante del PASOK fue elegido Presidente de Grecia por el parlamento por un período de 5 años. Cesó en su cargo el 4 de mayo de 1990.